# Saksische Vete
De Saksische Vete (Fries: Saksyske Skeel; Duits: Säschische Fehde) (1498–1515) was een opstand van de Friezen en Groningers (de Vetkopers, de Ommelanden, de stad Groningen en het graafschap Oost-Friesland) tegen de heerschappij van Saksische hertogen (zie Friesland onder de Saksen). In 1515 escaleerde de opstand tot een onderdeel van de Gelders-Habsburgs conflict.

## Westerlauwers Friesland wordt Saksisch (1498–1500)
Men kan de Saksische Vete al laten beginnen in 1498.  In dat jaar benoemde keizer Maximiliaan I van Oostenrijk hertog Albrecht III van Saksen (bijgenaamd: de Kloekmoedige) tot gouverneur (potestaat) van de Friese landen. Ondanks dat Friesland (met inbegrip van de Ommelanden) deel uitmaakte van het Heilige Roomse Rijk, zag zij zichzelf als rijksonmiddelijk gebied. De invloed van de bisschop van Utrecht was in de stad Groningen gering. De stad kende geen heer en werd in 1495 door Maximiliaan verheven tot vrije rijksstad. Aangezien Friesland, de Ommelanden en Groningen Albrecht weigerden te erkennen moest hij zijn gebieden gewapenderhand innemen.
Voor zijn dood lukte dat slechts in de Ommelanden ten westen van de rivier Lauwers, het zogenaamde Westerlauwers Friesland (nu provincie Friesland). Hij kwam tot aan de stad Groningen, die hij in 1500 vijftien dagen lang belegerde. Na tussenkomst van een gezant namens de Keizer en de bisschop van Utrecht trok hij zich terug. Bij zijn terugtocht overleed hij aan verwondingen die hij tijdens de belegering had opgelopen. Zijn tweede zoon, Hendrik van Saksen, volgde hem op als heerser van Friesland.

## George van Saksen volgt zijn vader op (1505)

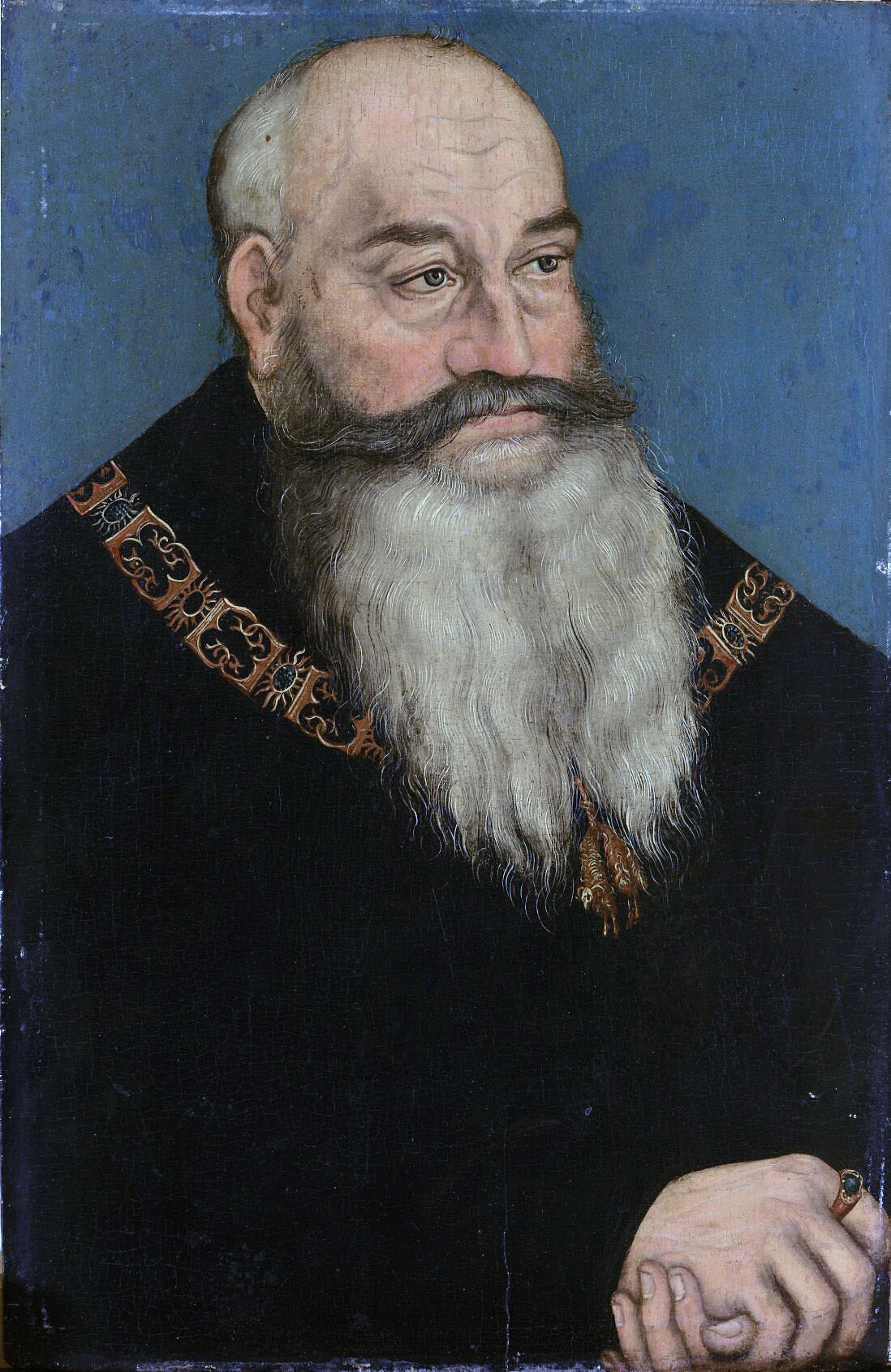
Hertog George van Saksen (1471-1539)

De Friese bevolking kwam in opstand tegen de hoge belastingen van Frederik en belegerde zijn residentie in Franeker zelfs kort. In 1504 had Hendrik genoeg van de Friese landen en schonk hij deze aan zijn oudere broer George. Op 30 mei 1505 werd hertog George van Saksen (bijgenaamd: Joris met de Baard) landsheer van Westerlauwers Friesland. De stad Groningen raakte ondertussen in conflict met de Ommelanden. Graaf Edzard I van Oost-Friesland schoot de Ommelanden te hulp en Groningen leed een gevoelige nederlaag. Hugo van Leisenach, stadhouder van de Saksische hertog in Friesland, eiste dat de Groningers George zouden erkennen en huldigen. Groningen weigerde en werd vanaf april 1505 van beide kanten aangevallen, enerzijds door Edzard, anderzijds door Hugo. Vanwege problemen binnen zijn eigen gewest zag Edzard zich echter al snel genoodzaakt terug te trekken.
Dit was het begin van een tiental onderhandelingen tussen de stad Groningen en de hertog van Saksen. De eerste werden gehouden bij het Gerkesklooster. De stad Groningen kreeg strenge eisen opgelegd. Zo moest het trouw zweren aan de hertog van Saksen, hem binnenlaten en een kasteel voor hem maken. Ook moesten zij zich losmaken van de Friese Ommelanden. De Groningse vertegenwoordigers, Coert Coenders en Peter Sickinghe, gaven aan "liever tot het einde te vechten dan aan deze eisen tegemoet te komen". Op 25 april 1505 voorzag Maximiliaan I van Oostenrijk, keizer van het Heilige Roomse Rijk (op aandringen van de hertog George van Saksen) de stad Groningen van een rijksban. Zelfs koning Hendrik VII van Engeland stuurde de Groningers een brief waarin hij openlijk de kant van de Saksers koos.
Ten einde raad vroeg de stad de hulp in van Frederik van Baden (bisschop van Utrecht) maar de Keizer verbood de bisschop om zich met de zaak te bemoeien. Desalniettemin bewerkstelligde Van Baden een veelvoud aan ontmoetingen tussen alle betrokken partijen. Een luisterrijk voorbeeld was een samenkomst te Hattem op 1 oktober 1505. Bijeen kwamen vertegenwoordigers namens de Keizer, drie gezanten namens Filips de Schone, zes gezanten namens George van Saksen, graaf Edzard I van Friesland zelf, vier (oud)-burgemeesters namens Groningen, de bisschop van Utrecht, drie gevolmachtigde edellieden uit de Ommelanden en tal van andere afgevaardigde namens verschillende steden en edellieden uit het Sticht en omstreken. Hoe zeer ter plekke ook door de Keizer en de Saksers onder druk gezet en door de bisschop zelfs gesmeekt, de vertegenwoordigers van Groningen weigerde haar rechten op te geven. De woede was groot en de afgevaardigden van Groningen kregen slechts drie dagen om huiswaarts te keren.

## Graaf Edzard I van Oost-Friesland als landheer (1506-1513)

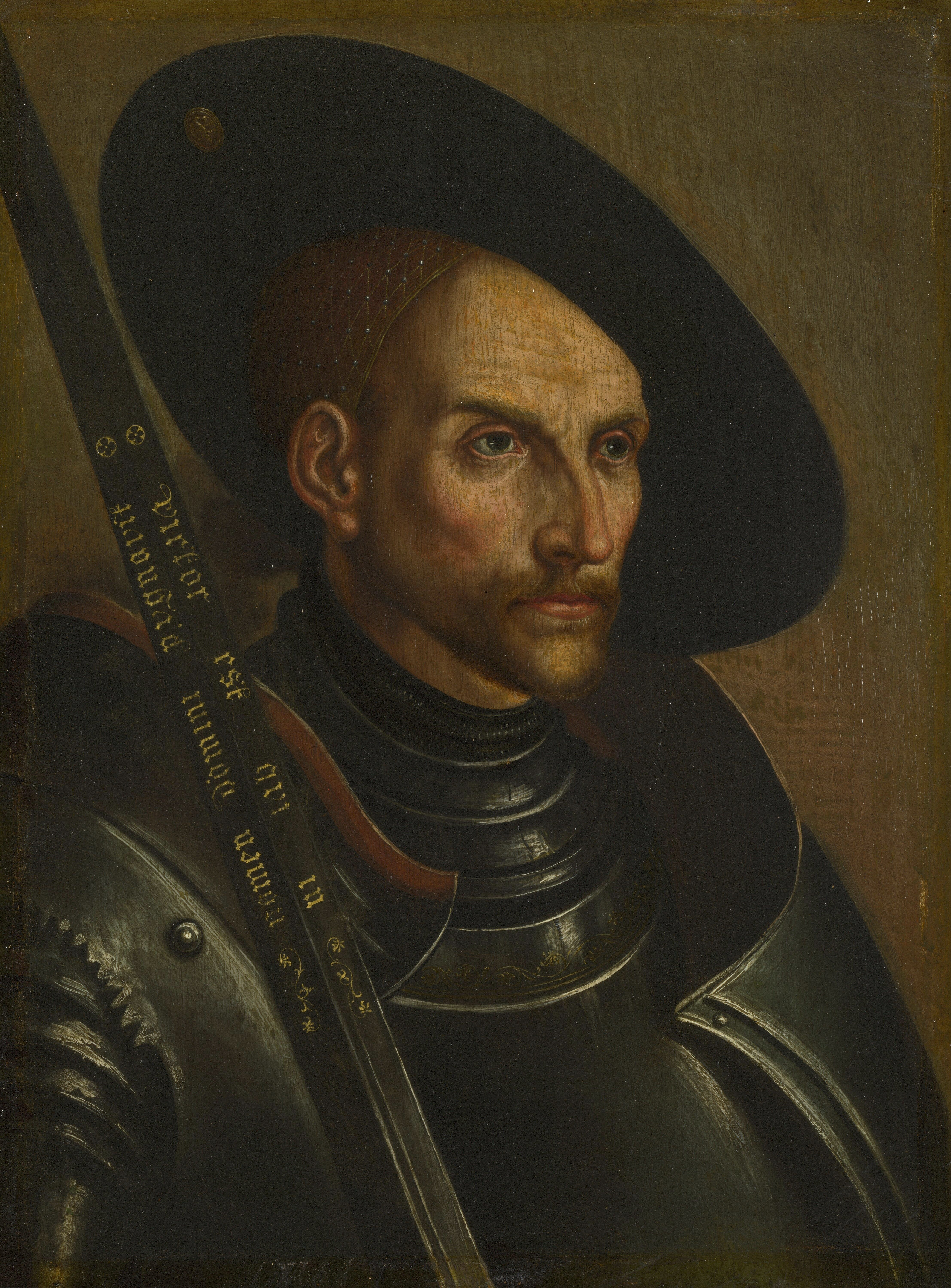
Graaf Edzard I van Oost-Friesland (1461-1528)

Ondertussen raakte Edzard I van Oost-Friesland in conflict met de Saksische bevelhebber Vijt von Drachsdorf. Dit had als gevolg dat beiden zich genegen voelde om vrede met de Groningers te sluiten. Vijt kwam op de stedelingen over als een bedrieger. Maar ook het voorstel van Edzard om 'afstand van het rechtsgebied in de Ommelanden, het innemen van Saksische bezetting en het doen van hulde aan hem' werd door hen afgewezen. Het vertrouwen in de bisschop van Utrecht was na een brief met daarin zijn ongenoegen over de houding van de Groningers en het voorstel om afstand van de Ommelanden te doen volledig verdwenen. Nieuwe onderhandelingen waren het gevolg. De bisschop had inmiddels vrede met de George van Saksen gesloten en de eisen werden er niet minder op. De Groningse bevolking reageerde woedend. De stad was echter omsingeld, verkeerde in een permanente staat van belegering en raakte steeds meer afgesloten van de buitenwereld. Dit resulteerde in een steeds groter tekort een levensmiddelen. De stad besloot daarop Edzard een voorstel te doen. Deze reageerde welwillend. Vijt kreeg lucht van het voorstel, vertelde Edzard dat de stad zich bijna zou gaan overgeven en vroeg hem dan ook om niet op het voorstel in te gaan. Edzard stuurde op 3 april 1506 echter in het geheim een brief aan de raad van Groningen. De stad verkeerde in een moeilijke positie. Zij wilde haar onafhankelijkheid niet verliezen, maar een aanstaande overgave met alle wrede gevolgen was onvermijdelijk. Edzard was als Fries een regio genoot en genoot daarom hun voorkeur maar tegelijkertijd viel zijn macht in het niet bij die van de hertog van Saksen.

Terwijl de stad er onderling niet uitkwam waar zij goed aan deden, deed zich plotseling het volgende voor: een echtpaar dat eerder buiten de poorten hongerig eten was gaan zoeken werd door de Saksische bevelhebber Vijt gevangen genomen. Deze zond hen terug de stad in, de vrouw gebrandmerkt, de man zijn oren afgesneden en op zijn hoed bevestigd. De handen van de man waren op zijn rug vastgemaakt en om zijn hals hingen twee haringen, een stuk brood en een zakje zout met daarbij de boodschap; 'breng dat aan uwe burgemeesters'. Deze wrede vertoning van geweld deed de Groningers onmiddellijk besluiten haar gevolmachtigden richting Edzard I van Oost-Friesland te sturen. Gezonden werden de eerder genoemde Peter Sickinghe, ditmaal vergezeld door Gelmer Canter, Johan Braemsche en nog twee aanzienlijke heren. Edzard verscheen in eigen persoon. De stad deed hem een gunstig voorstel maar Edzard, zich de nood realiserende waarin de stad verkeerde, vond het niet genoeg en eiste dat hij in de stad een eigen kasteel zou krijgen.

De gekostumeerde optocht voorstellende de intocht van graaf Edzard te Groningen op 1 mei 1506. Vooraan (nr. 25-28) de burgemeesters van de stad Groningen, waaronder Peter Sickinghe (nr. 28)

Enige tijd later, op 17 april in het Grijzemonnikenklooster te Termunten, sloten de eerdergenoemde vertegenwoordigers van Groningen een verdrag met Edzard van Oost-Friesland waarin zij hem ruim tegemoet kwamen. Edzard werd verwelkomd in de stad en zou haar beschermheer worden. Ook kreeg de graaf heerschappij over de Ommelanden. In ruil liet hij de stad in volledige vrijheid. De gilden werden in hun recht gelaten en de stad en burgerij mochten vrijuit handelen. Edzard zou geen van de goederen opeisen, ook niet de rechten en heerlijkheden die zij in de Ommelanden bezaten. Ten slotte zou de graaf de stad en haar inwoners beschermen tegen al het geweld van buitenaf, in die tijd voornamelijk de Saksers. Het verdrag werd tijdens een grote vergadering van de raad van Groningen, de gezworen gemeente, de bouwmeesters en hoofden der gilden en de voornaamste burgers aangenomen. Groningen verloor hiermee weliswaar haar zelfstandigheid maar Edzard voelde als Oost-fries, anders dan George, toch niet helemaal als een vreemdeling. Later die middag werd het voorstel door de overige burgers in de Sint Walburgkerk goedgekeurd.

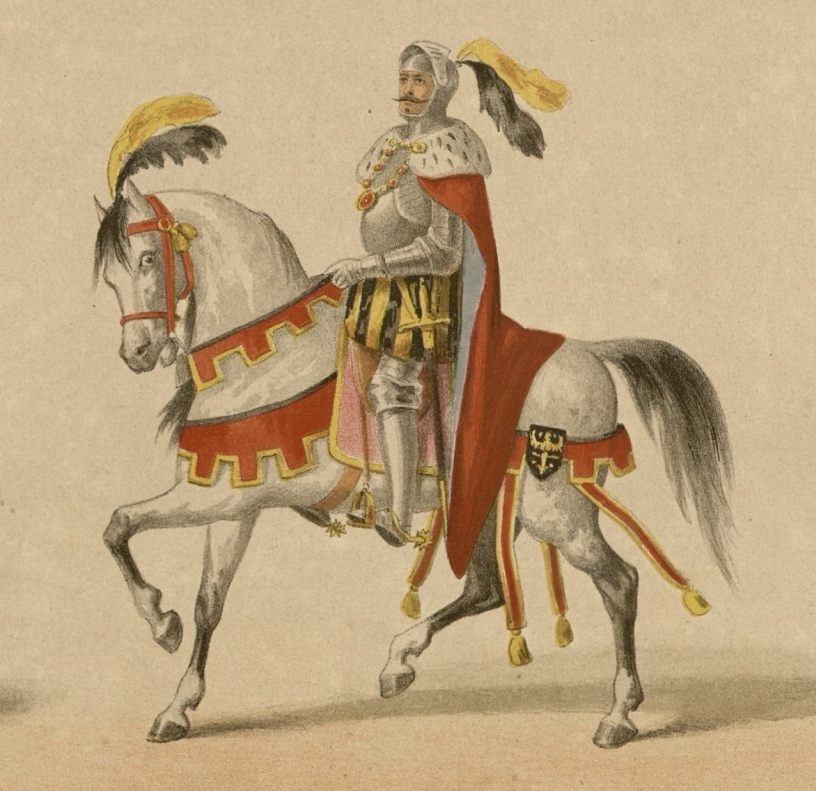
Graaf Edzard bij de gekostumeerde optocht, voorstellende zijn intocht in 1506

Op 1 mei 1506 werd Edzard uitgebreid onthaald. Bij deze intocht liepen de burgemeesters voorop. Edzard sprak uit Groningen te zullen beschermen en de Groningers zwoeren hem trouw. Aan de hertog van Saksen verklaarde hij dat hij het bewind had overgenomen, "in naam van het Heilige Roomse Rijk". Ondertussen deed hij zijn best om de West-Lauwerse Friezen op te stoken tegen de hertog van Saksen.

### Edzard ontvangt de rijksban
De hertog van Saksen was ontsteld door de actie van Edzard en daagde de graaf van Oost-Friesland voor de Keizer, en deed zijn beklag bij de paus. Pas in 1511 lukte het hem om een gerechtelijk onderzoek te laten starten naar de kwestie. De aartsbisschop van Keulen, Filips II van Daun-Oberstein werd samen met Willem II van Gulik-Berg (hertog van Gulik en Berg) en een landscommissaris van de heren van Koblenz in 1511 door keizer Maximiliaan I aangesteld als vertegenwoordiger en gedeputeerde namens de keizerlijke majesteit en het Heilige Roomse Rijk. Zij werden gemachtigd als rechter in het geschil tussen hertog van Saksen, de graaf van Oost-Friesland en de inwoners van de stad Groningen. De Keizer riep alle partijen op om op 4 augustus 1511 bijeen te komen in Neuss. De graaf van Oost-Friesland zond enkele vertegenwoordigers, waaronder Hisko Abdena (proost van Emden). De stad Groningen zond haar pastoor en twee van haar burgemeesters, waaronder Peter Sickinghe. De hertog van Saksen liet zich vertegenwoordigen door Everwijn II van Bentheim-Steinfurt (graaf van Bentheim-Steinfurt en stadhouder van Friesland) en enkele andere Saksische heren.

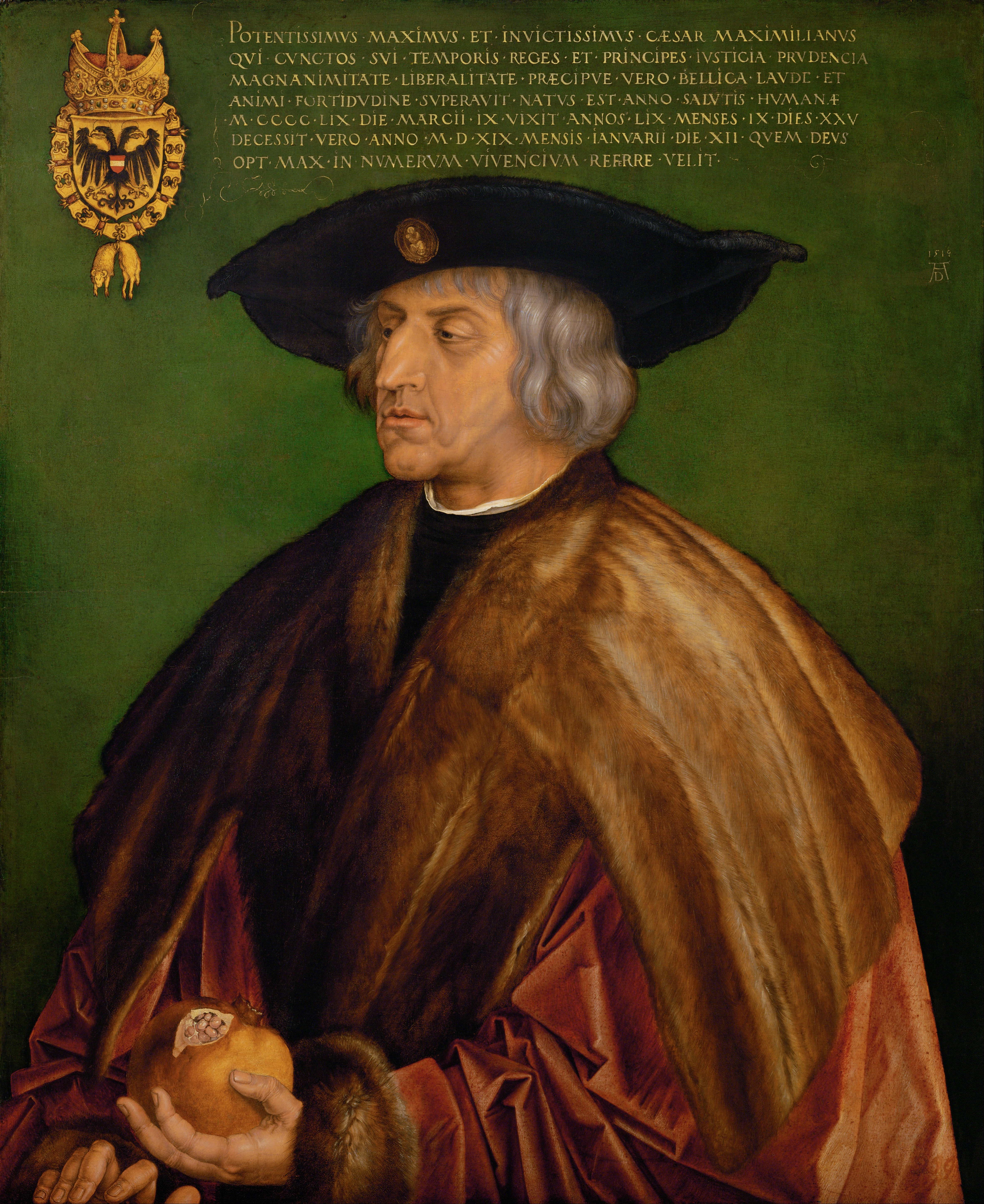
Keizer Maximiliaan I van Oostenrijk (1459-1519)

Frederik van Baden, bisschop van Utrecht, zond een gezant met enkele geschriften naar de bijeenkomst. Zowel de heren van Saksen als de bisschop van Utrecht beklaagden zich over de acties van de graaf van Oost-Friesland. Zo eisten de heren van Saksen dat Edzard de gebieden waar zij recht op meenden te hebben aan hen terug zou geven. De bisschop van Utrecht liet weten dat de stad Groningen niet aan Edzard, maar het Sticht Utrecht toebehoorde. De vertegenwoordigers van het bestuur van de vrije rijksstad Groningen werd door de gedeputeerde heren en rechters gevraagd op welk recht zij zich baseerden om de Ommelanden onder hun bestuur te hebben. Hun antwoord was dat zij in het verleden zegels en brieven van de Roomse koning en het Heilige Roomse Rijk hadden ontvangen, waarin de koning de Groningers privileges had verleend en hen toegestaan had om de Ommelanden voor altijd in hun verbond te houden. De gedeputeerde heren en rechters lieten alles op schrift stellen en alle afgevaardigden keerden huiswaarts. De zaak werd daarna door de keurvorsten en de Keizer van het Heilige Roomse Rijk besproken.
Uiteindelijk werd Edzard gedwongen om zich met de hertog van Saksen te verzoenen en zijn landen aan hem over te dragen. Toen Edzard hier geen gehoor aan gaf en ook niet meer voor de Keizer kwam opdagen, werd hij in 1513 door Maximiliaan in de rijksban gedaan. George van Saksen startte direct met het opzetten van een militaire campagne tegen Edzard. Hij kende graaf Johan van Oldenburg en de hertogen van Brunswijk-Lüneburg-Wolfenbütte aan zijn zijde.

## George van Saksen steekt de Lauwers over (1514–1515)
Terwijl George van Saksen op 5 januari 1514 aan een nieuwe belegering van Groningen begon, trok een coalitie van 24 Duitse hertogen en graven onder leiding van Hendrik I van Brunswijk-Wolfenbüttel nog geen twee weken later, op 17 januari de Oost-Friese grens over. De Duitse vorsten richtten grote verwoestingen aan in de landen van Edzard, die op zijn beurt als heerser van de Friese landen en als beschermheer van de stad Groningen in een twee-fronten oorlog terecht was gekomen. Aangezien hij niet in staat was al zijn landen te verdedigen, richtte hij zich op het westelijk front van zijn territorium. Butjadingen en Stadland werden aan hun lot overgelaten.

### Saksen valt Groningen opnieuw aan

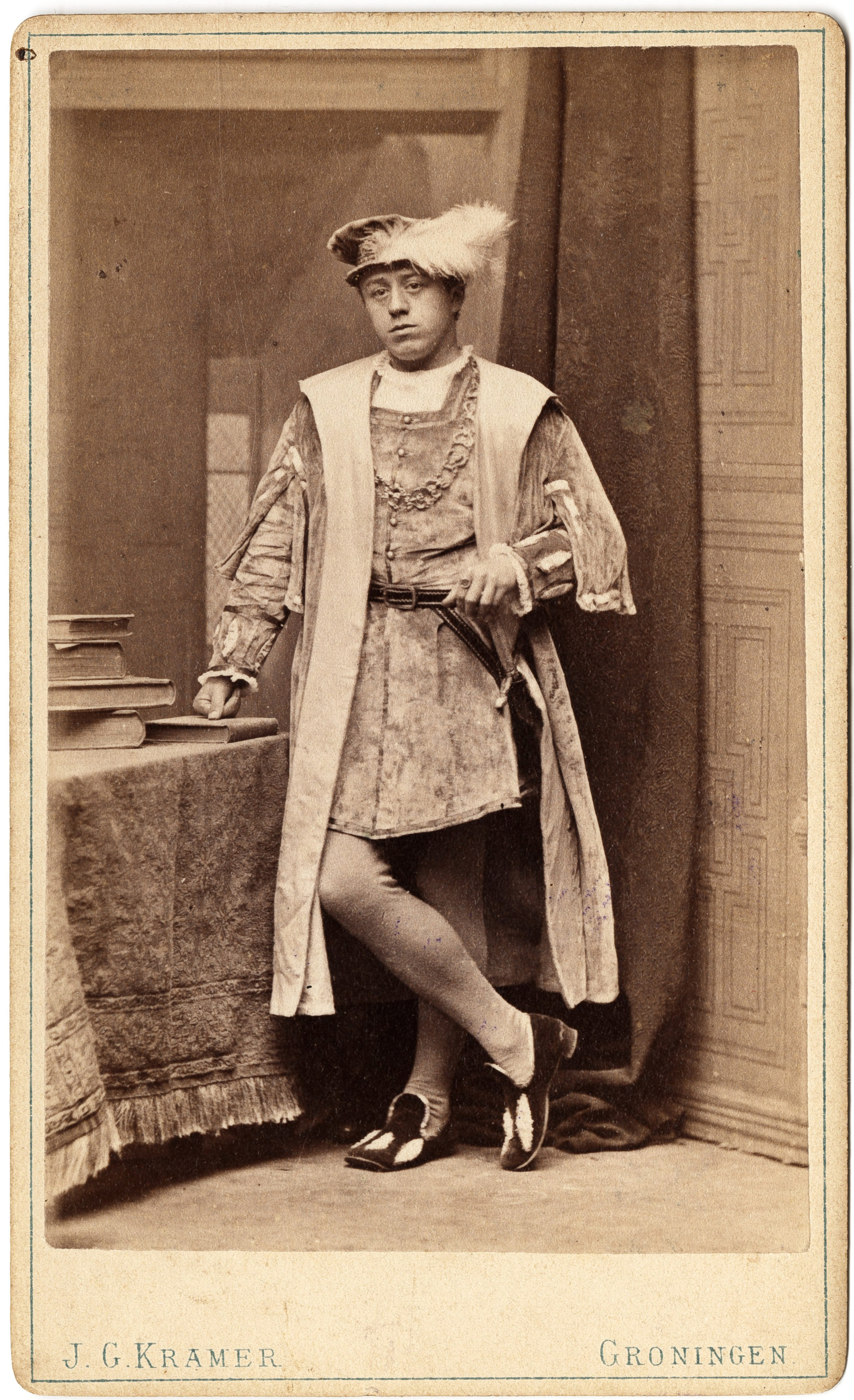
De burgemeester van Groningen, ridder Peter Sickinghe, gespeeld door Wibrandus Joannes Koppius in 1879

Op 20 januari viel Hugo van Leisnig (bevelhebber van George van Saksen) de steden Groningen en Appingedam aan. In afwachting van de troepen uit Brunswijk vermeed hij een directe confrontatie met Edzard. Slecht weer bemoeilijkte de opmars van George met zijn troepen. Zo'n 1800 van zijn manschappen waren achtergebleven in het klooster van Aduard, vlakbij de stad Groningen. De stad zwichtte niet voor deze bedreiging en weigerde haar poorten voor de hertog van Saksen te openen. Erik van Saksen-Lauenburg (Prins-bisschop van Münster) en zijn broer Johan van Saksen-Lauenburg (Prins-bisschop van Hildesheim) probeerde samen met twee burgemeester van Münster een poging tot bemiddeling. De bijeenkomst, gehouden op 3 maart 1514 mislukte echter.

In april van dat jaar werden Peter Sickinghe (burgemeester) en Willem Frederiks (vertegenwoordiger van het geestelijke gezag) namens de stad Groningen richting Leeuwarden gestuurd voor een onderhandeling met de Saksische partij. Er werd besloten tot een wapenstilstand. Tegen het einde van de maand volgende een nieuw overleg waarbij George van Saksen en Edzard I van Oost-Friesland in eigen persoon aanwezig waren. Groningen zond haar eerdergenoemde vertegenwoordigers. De onderhandelingen liepen op niets uit en Edzard zag de situatie somber in. Hij verplaatste zijn vermogen en kinderen naar het buitenland en scheen bij vrienden emotioneel overstuur te zijn. Hij vroeg, zij het met tegenzin vanwege zijn eigen positie, de hulp in van de hertog Karel van Gelre. George in zijn plaats had de Keizer achter zich en daardoor de Bourgondiërs. Karel steunde op zijn beurt weer op koning Lodewijk XII van Frankrijk. Edzard zou Groningen en de Ommelanden als leen van het hertogdom Gelre bezitten, terwijl de hertog van Gelre op zijn beurt dit gebied tot leen van het Koninkrijk Frankrijk zou maken. 

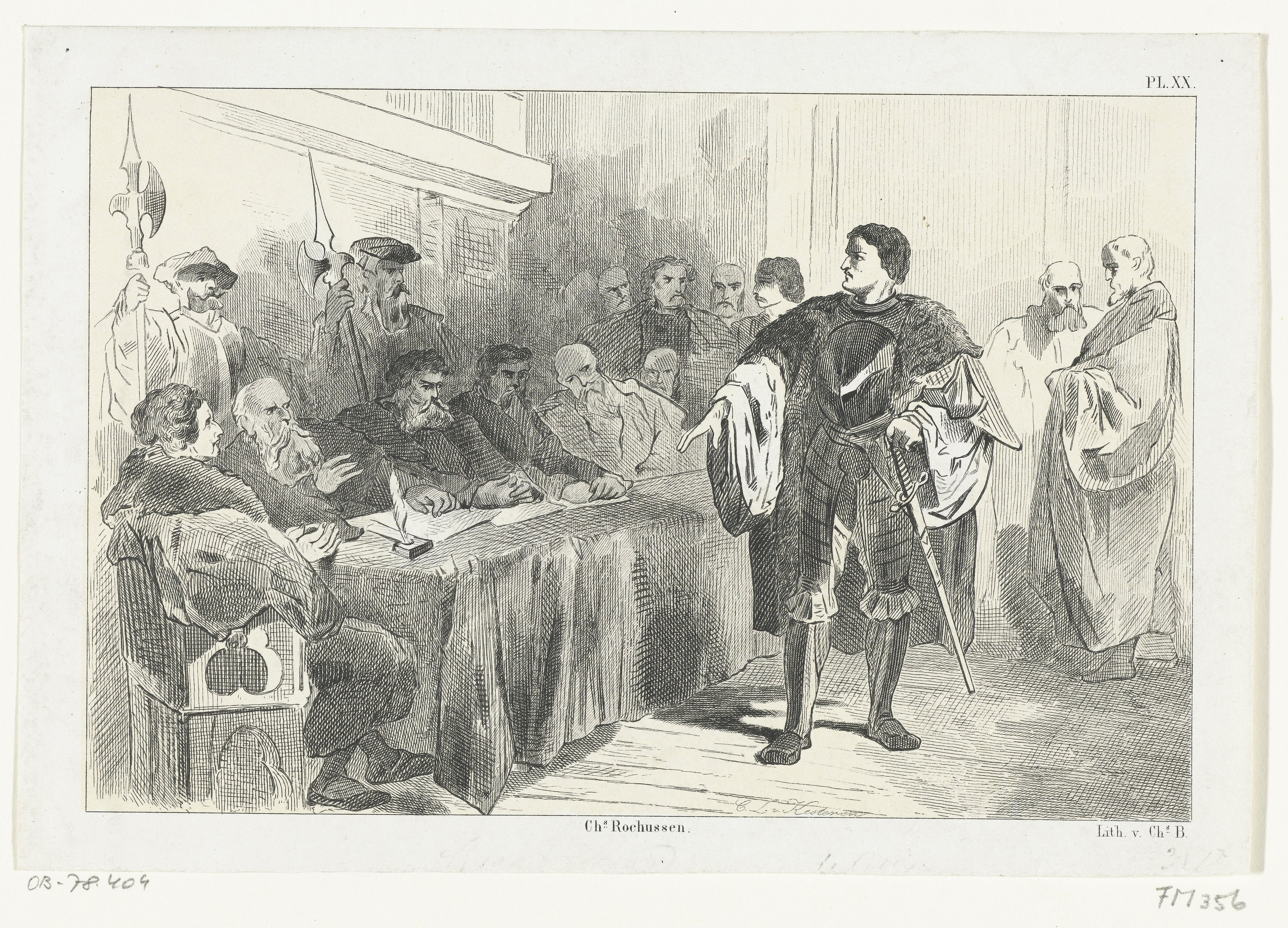
Graaf Edzard I van Oost-Friesland voor de raad van Groningen in 1514

Op 5 augustus viel Appingedam in handen van George van Saksen. In de kerk stond men tot de enkels in het bloed. Zeker duizend mensen, waaronder ouderen, vrouwen en kinderen werden vermoord. Groningen en haar beschermeer Edzard konden niks anders dan machteloos toekijken. Het stadsbestuur zag in dat Groningen waarschijnlijk hetzelfde lot wachtte en om de inwoners dit lot te besparen trokken Peter Sickinghe en Willem Frederiks van Groningen naar Awert voor een compromis met de hertog. De stad deed hem een voorstel maar weigerde een kasteel voor hem te reserveren. De hertog van Saksen reageerde ontsteld en zij het desnoods met geweld te zullen bemachtigen en hij verbrak het verbond. Daarop lieten de Groningers hun predikant Frederiks aan George overbrengen dat hij nog zijn kinderen nog zijn kleinkinderen ooit heren van Groningen zouden worden. Frederiks sloeg hierbij hard op tafel en verliet hierna samen met Sickinghe de ruimte. De Saksische jonkers waren woest en wilde de twee confronteren maar de hertog liet dit niet toe want deze wilde niet dat het gerucht de ronde zou doen dat hij het verbond verbroken had.
Als de hertog zich destijds iets soepeler had opgesteld, dan had hij de stad tot overgave kunnen dwingen en daarmee de droom van zijn vader definitief kunnen realiseren.

## Hertog Karel van Gelre als landheer (1514)

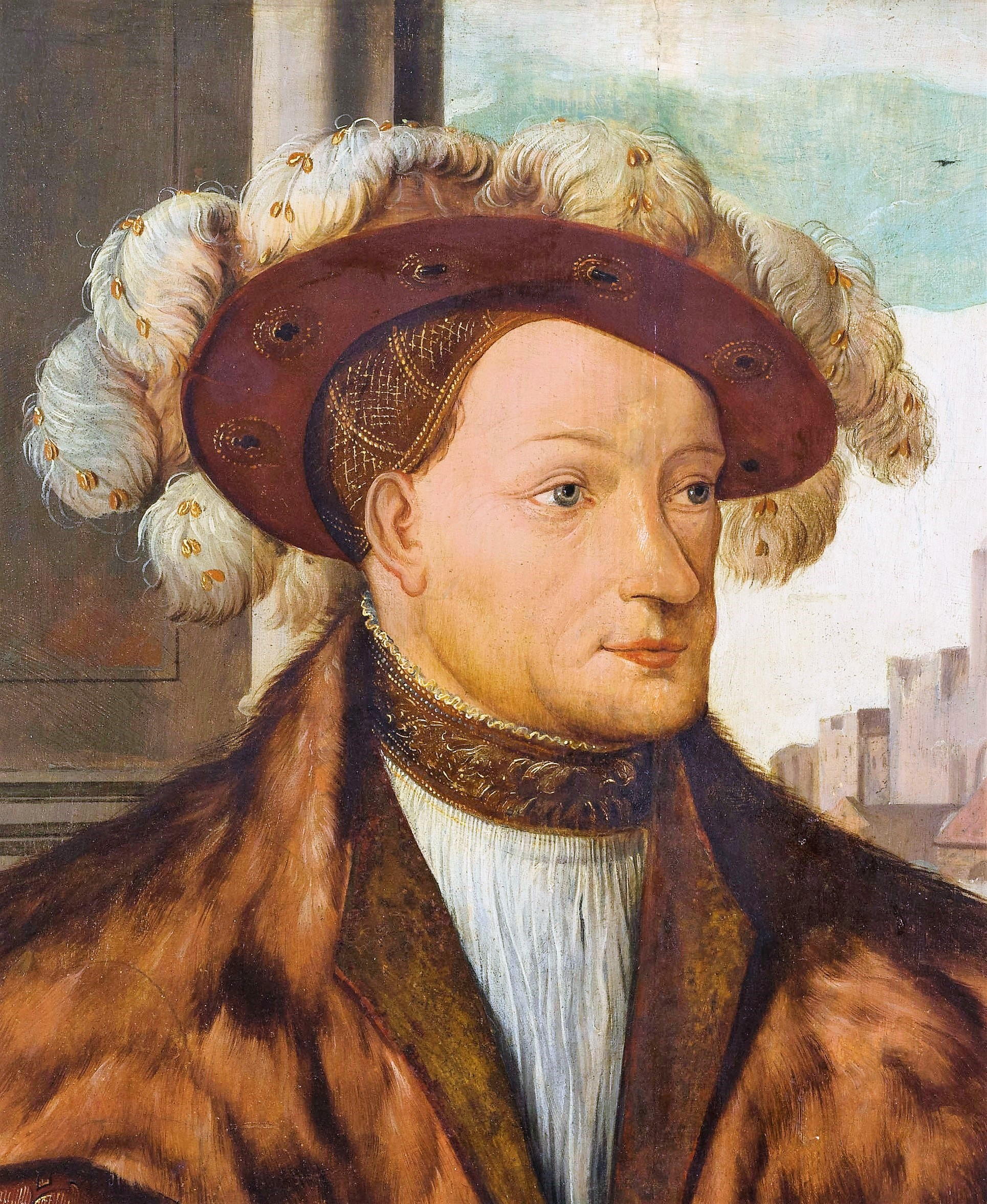
Hertog Karel van Gelre (1467-1538)

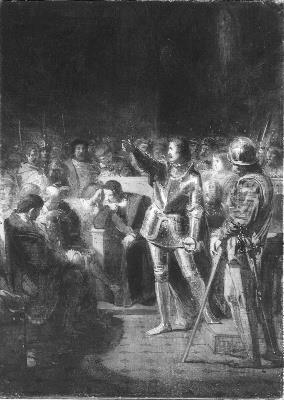
Graaf Edzard verdedigt zijn rechten in de Groningse vroedschap

De stad Groningen was trouw aan Edzard I van Oost-Friesland maar deze bleek steeds minder in staat om de stad tegen de Saksers te beschermen. Toen het dieptepunt werd bereikt besloten de Vetkopers (onder leiding van Jancko Douwama) en de Groningers (onder leiding van met name Peter Sickinghe) om de hertog Karel van Gelre, buiten Edzard om te erkennen opdat hij hen met meer troepen zou kunnen bevrijden. De hertog onderkende het belang van de stad en haar Ommelanden als doorslaggevende factor in Friesland en hapte toe. Ook kwam hij de stad, nog meer dan Edzard, tegemoet betreffende haar rechten en beloofde hij bovendien het kasteel van Edzard te zullen afbreken. Zonder graaf Edzard als tussenpersoon stuurde de hertog van Gelre nu direct zijn leger richting Groningen. De stad stuurde Groningen stuurde haar burgemeesters richting Edzard om hem te vragen de stad van hun eed aan hem te ontslaan. Edzard, hierover toch zeer teleurgesteld, ontsloeg de stad op 2 november 1514 van haar eed aan hem als landsheer waarna zij de volgende dag de hertog van Gelre als hun nieuwe heer konden erkennen. Ondertussen werd Edzards hulp ingeroepen door zijn eigen streekgebied in Oost-Friesland. Edzard verliet daarop de stad in de nacht van 7 op 8 november 1514.
De Gelderse troepen behaalden vele overwinningen op de Saksers en het verbond tussen de stad Groningen en de hertog werd steeds nauwer. Karel van Gelre kreeg alle rechten op de Ommelanden en de landstreken in Friesland. George van Saksen verkeek zich op de situatie en liet Gelderse troepen toe tot de stad. Hij zag in dat zijn beleg van de stad niet zou slagen. Volledig gedesillusioneerd verkocht hij vervolgens op 19 mei 1515 zijn rechten op Friesland, met inbegrip van de Groningse Ommelanden aan Keizer Karel V.
Friesland was een van de strijdtonelen van het Gelders-Habsburgs conflict geworden.

## Karel V sluit vrede met graaf Edzard (1517)
Voor Oost-Friesland bleef de Saksische Vete aanhouden, omdat Duitse hertogen nog steeds plunderden op grond van de vogelvrijheid van graaf Edzard. De graaf van Oost-Friesland, in zijn macht gekortwiekt en in het verleden onaangenaam behandeld, besloot de Groningers niet meer bij te staan en verzoende zich in 1517 met keizer Maximiliaan en zijn kleinzoon Karel V. De rijksban tegen hem werd ingetrokken en Edzard werd door Karel als rijksgraaf van Oost-Friesland erkend. Hierdoor werd Friesland voorgoed gesplitst in een deel van de Nederlanden en een deel van het Heilige Roomse Rijk. Edzard zond hierop weer troepen richting Groningen om op te eisen wat van hem was. Hierin slaagde hij echter niet en na het jaar 1518 werd van de graaf in Groningen en de Ommelanden niets meer waargenomen.